# Benoît Domergue
Pour les articles homonymes, voir Domergue.
Benoît Domergue, né en 1957, est un prêtre français, docteur en théologie. Il est l’auteur de plusieurs ouvrages sur les nouvelles religiosités et sur les influences du satanisme dans certaines productions culturelles contemporaines.

## Biographie
Il a étudié à l’École pratique des hautes études et a obtenu un doctorat en théologie à l’université pontificale grégorienne à Rome en 1997. Sa thèse est consacrée aux conceptions de la réincarnation à l'intérieur de divers courants religieux et ésotériques dont le New Age.
Ancien prêtre du diocèse de Bordeaux, il a été chapelain du sanctuaire de Lourdes.
Il a dénoncé dans deux ouvrages parus en 2000 et 2005, ce qu'il appelle un « satanisme culturel » qu'il voit notamment à l’œuvre dans le black metal, et d'une manière plus générale dans une sous-culture jeune qui inclut les jeux de rôles, les jeux vidéo, certaines bandes dessinées et séries télévisées,,.
Il a animé dans ce sens de très nombreuses conférences en milieu scolaire en France, au Canada, en Belgique et en Italie pour mettre en garde contre les influences néfastes qu'exerceraient sur les jeunes certaines productions culturelles qui leur sont destinées,,.
À la demande de la Conférence des évêques de France, il a publié en 2006 un article sur la question des dérives satanistes chez les jeunes dans la revue Documents Épiscopat.

## Ouvrages
- Points de repères sur le Nouvel âge, Paris, Éditions de l'Emmanuel, 1993, 196 p. (BNF 36156918)
- Points de repère sur l'astrologie et la voyance, Paris, Éditions de l'Emmanuel, 1994, 122 p. (ISBN 2-905995-67-X)
- La réincarnation et la divinisation de l'homme dans les religions : approche phénoménologique et théologique, Rome, Pontificia Università Grégoriana, coll. « Tesi Gregoriana / Teologia », 1997, 297 p. (présentation en ligne, lire en ligne).
- Culture barock & gothic flamboyant : la musique extrême, un écho surgi des abîmes (préf. Pierre Eyt), Paris, Éditions François-Xavier de Guibert, 2000, 194 p. (ISBN 2-86839-672-0)
- Culture jeune et ésotérisme : vers une dérive antichristique de la culture des jeunes ? (préf. Jean-Miguel Garrigues), Éditions bénédictines, 2005, 163 p. (ISBN 2-84863-034-5)
- « La Tendance sataniste dans la culture actuelle », Documents Épiscopat, no 10,‎ 2006